# Miedziuki
Miedziuki (biał. Медзюкі; ros. Медюки) – wieś na Białorusi, w obwodzie witebskim, w rejonie brasławskim, w sielsowiecie Opsa.
Dawna nazwa miejscowości to Mledziuki.

## Historia
W czasach zaborów ówczesna wieś leżała w granicach Imperium Rosyjskiego.
W latach 1921–1945 kolonia leżała w Polsce, w województwie nowogródzkim (od 1926 w województwie wileńskim), w powiecie brasławskim, w gminie Opsa.
Według Powszechnego Spisu Ludności z 1921 roku zamieszkiwało tu 197 osób, wszystkie były wyznania rzymskokatolickiego. Jednocześnie 78 mieszkańców zadeklarowało polską przynależność narodową, 110 białoruską, a 9 inną. Było tu 35 budynków mieszkalnych. W 1931 w 36 domach zamieszkiwały 203 osoby.
Wierni należeli do parafii rzymskokatolickiej w Opsie. Miejscowość podlegała pod Sąd Grodzki w Opsie i Okręgowy w Wilnie; właściwy urząd pocztowy mieścił się w Opsie.